# Republikken West Florida
Republikken West Florida var en selvstændig nation, som i ganske kort tid (23. september – 10. december 1810) eksisterede i, hvad der nu er det sydlige USA. Området har gennem historien været kontrolleret af Spanien, Frankrig, England, Confederate States of America (CSA) og senest USA. Området, som republikken kontrollerede, er nu delt mellem tre stater, Louisiana, Mississippi og Alabama. På trods af navnet var der ingen del af den oprindelige republik, der lå i den nuværende stat Florida.

## Forhistorie
I 1682 krævede Robert René Cavalier, Sieur de La Salle Louisiana-territoriet til Frankrig. Området dækkede alt land mellem Rocky Mountains og Appalacherne. Den sydlige del af dette område blev kaldt West Florida og dækkede et ret stort område i det, der nu er det vestlige Florida, det sydlige Alabama, Mississippi og Louisiana. Da franskmændene i 1699 oprettede Kolonien Louisiana, blev West Florida en del af denne koloni.
I 1763 overtog England kontrollen over Florida fra Spanien, og England fik også en stor del af kolonien Louisiana fra Frankrig. Briterne organiserede det samlede område i to enheder, East Florida og West Florida. West Florida gik fra Mississippi-flodeni vest til Apalachicola-floden i øst. Pensacola (i den nuværende stat Florida) blev hovedstad i West Florida-territoriet.
I 1783 sluttede Den Amerikanske Frihedskrig, og efter at have tabt krigen gav England begge de to Florida-provinser tilbage til Spanien. De "glemte" dog at angive grænserne for provinserne. Spanien mente, at det var grænserne fra 1764, der skulle gælde, mens den nye republik, USA, mente, at det skulle være de oprindelige grænser, der fulgte den 31. breddegrad. I 1795 anerkendte Spanien USA's ønske.
I 1800 fik Frankrig kolonien Louisiana tilbage fra Spanien, men igen var grænserne ikke specificerede, så da Napoleon i 1803 solgte Louisiana-territoriet til USA, opstod der stridigheder mellem USA og Spanien. USA mente at have købt hele det område, som Frankrig havde mistet i 1763, mens Spanien hævdede, at provinsen West Florida ikke var en del af det område, det havde givet tilbage til Frankrig i 1800.

## Republikken etableres
Mens USA's og Spaniens regeringer forhandlede om området, slog en del amerikanske nybyggere sig ned her. I området boede også en del englændere, der var blevet tilbage efter frihedskrigen, foruden en række franskmænd, der var flyttet til området mellem 1800 og 1803. Såvel amerikanere som englændere og franskmænd modsatte sig at være under kontrol af Spanien. Brødrene Nathan, Reuben og Samuel Kemper gjorde sammen med nogle ligesindede en række forsøg på at gøre oprør mod Spanien i 1803, og i 1804 forsøgte de at gennemføre det, der senere blev kaldt Kemper-oprøret. Oprøret slog imidlertid fejl, fordi de pro amerikanske Kemperbrødre ikke fik den opbakning, de havde regnet med, og endda mødte temmelig stor modstand fra de nybyggere, som godt nok var modstandere af det spanske herredømme, men som ikke ønskede dette udskiftet med et amerikansk herredømme. Det gjaldt ikke mindst de nybyggere, der var pro England eller pro Frankrig. Desuden var der mange pro-amerikanske nybyggere, der betragtede Kemperbrødrene som almindelige kriminelle, ikke som frihedskæmpere.
 
I 1808 satte Napoleon sin bror Joseph på Spaniens trone, og det fik nybyggerne i West Florida til at frygte, at Frankrig ville gribe ind i striden om området. Der blev afholdt en række hemmelige møder i området nær Baton Rouge (i dag hovedstad i Louisiana), og i 1810 blev der endog afholdt tre åbenlyse møder. Disse møder førte til en beslutning om, at man ville gøre oprør mod Spanien. En gruppe bevæbnede mænd under kommando af Philemon Thomas angreb og overvandt den spanske garnison ved Baton Rouge den 23. september. Efter sejren hejste de et blåt flag med en enlig femtakket stjerne. 
Flaget, der blev kendt som "Bonnie Blue Flag" blev i 1861 brugt igen som Sydstaternes første fælles flag., og et flag næsten identisk med "Bonnie Blue Flag" blev anvendt af Republikken Texas i 1836. De sejrende nybyggere sendte en erklæring om deres uafhængighed til USA's guvernører i Orleans-territoriet og Mississippi-territoriet. Samtidigt udtrykte de ønske om, at USA skulle annektere området og beskytte dem mod spanske repressalier. Dette fik de dog ikke held med i første omgang, da præsident James Madison ikke ønskede at lægge sig ud med Spanien, og han frygtede, at hvis USA gik ind i området, ville USA tillige pådrage sig Englands og Frankrigs vrede. Da man ikke kunne opnå at blive en del af USA, udråbte man i stedet "Den frie og uafhængige republik West Florida".
Republikkens grænser gik fra Mississippi-floden i vest (dog kun området nord for Lake Pontchartrain) til til Perdido-floden i øst (floden er den nuværende grænse mellem staterne Alabama og Florida), og mens den sydlige grænse var Den mexicanske Golf, fulgte den nordlige grænse den 31. breddegrad. Hovedstaden i den nye republik var St. Francisville nord for Baton Rouge i det nuværende Louisiana.
Den forfatning, der blev vedtaget i slutningen af oktober, var i hovedsagen baseret på USA's forfatning, og den opererede med Montesquieus tredeling af magten i den lovgivende, den dømmende og den udøvende. Den lovgivende forsamling bestod af et Senat og et Repræsentanternes Hus. Statens guvernør blev valgt af den lovgivende forsamling, og som den første (og eneste) guvernør valgte man Fulwar Skipwith, der var en af de diplomater, der havde været med til at forhandle "Louisiana-købet", USA's køb af Louisiana-territoriet fra Frankrig. Republikkens officielle navn blev "State of Florida", men dette navn blev aldrig brugt i praksis, og i dag huskes stort set kun det uofficielle navn, Republic of West Florida.

## Republikkens endeligt
Allerede den 27. oktober 1810 annekterede USA dele af West Florida efter ordre fra præsident Madison, som krævede området som en del af Louisiana Purchase. Madison havde skiftet mening, men nu var beboerne i den nye republik ikke længere interesseret i at blive en del af USA. Guvernøren, Skipwith, var stor modstander af anneksionen, og erklærede at han var "villig til at dø for sit flag". William Claiborne, USA's guvernør i New Orleans, som af præsidenten var blevet sendt ud for at tage området i besiddelse, nægtede at anerkende lovligheden af West Floridas regering og ville derfor ikke forhandle med Skipwith.
Den 6. december 1810 tog USA St. Francisville i besiddelse og 10. december kom turen til Baton Rouge. Disse områder blev gjort til en del af Orleans-territoriet. Hermed forsvandt den selvstændige nation Republic of West Florida efter kun 74 dages eksistens. Den spanske garnison i byen Mobile i det nuværende Alabama nægtede dog at overgive sig, såvel til oprørerne som til de amerikanske tropper. Først i 1813 efter en større militær operation ført både til lands og til søs overgav garnisonen sig.
I 1812 annekterede USA endnu en del af West Florida territoriet (der havde ligget uden for republikken, og i 1819 overtog USA så det nuværende Florida fra Spanien. Anneksionen af West Florida blev i samtiden betragtet som en plet på præsident Madisons ellers pæne generalieblad, både af indbyggerne i republikken, samt af de amerikanske politikere, der protesterede over, at han havde behandlet den venligtsindede nation Spanien dårligt, og at han i øvrigt ikke have fået kongressens tilladelse til anneksionen.

## West Florida i dag
I dag er der ikke mange reminiscenser tilbage af den kortlivede republik. Der findes et Republic of West Floria Museum i Jackson, Louisiana, og siden 1993 har Interstate Highway 12 i Louisiana officielt heddet "Republic of West Florida Highway".
Staten Louisiana adskiller sig fra de øvrige stater i USA ved ikke at være opdelt i counties, men derimod i parishes (sogne). Øst for Mississippi og nord for søerne Lake Pontchartrain og Lake Maurepas ligger 8 parishes: East Baton Rouge, East Feliciana, West Feliciana, Livingston, St. Helena, St. Tammany, Tangipahoa, og Washington. Disse 8 parishes kaldes under ét for "The Florida Parishes" til minde om den tid, da de var en del af en selvstændig republik. Fra grænsen mellem Louisíana og Mississippi til grænsen mellem Alabama og Florida løber Interstate Highway 10 gennem det område, der tilhørte den tidligere republik. Også den gamle US Highway 90 løber gennem republikken, idet den gennem hele Mississippi og en del af Alabama følger kysten ved Den mexicanske Golf.

I 2002 forærede Fulwar Skipwiths oldebarn den originale udgave af West Floridas forfatning til Louisianas statsarkiv.

## Eksterne referencer
- Om Loisianas Florida Parishes Arkiveret 26. november 2005 hos  Wayback Machine
- USA's overtagelse af West Florida Arkiveret 23. maj 2016 hos  Wayback Machine
- West Florida af Ann Gilbert Arkiveret 22. november 2005 hos  Wayback Machine
- Læs indlægget Republic of West Florida i Footnotes to History Arkiveret 9. marts 2012 hos  Wayback Machine
- Om Republikken West Floridas flag

30°47′N 91°22′V / 30.78°N 91.37°V